# PCfun
PCfun este unul dintre cele mai mari magazine online de produse IT&C și electronice din România.
Este deținut de omul de afaceri Marius Ghenea, care deține și compania FIT Distribution.
Cifra de afaceri:
- 2008: 14,7 milioane euro[3]
- 2007: 11,9 milioane euro[4]